# Kondriti
Kondriti su vrsta kamenih meteorita.
Većina kondrita je tvar koja se nije mijenjala od nastanka Sunca, prije 4.56 milijardi godina. Skoro svi kondriti sadrže kondrule - male, plinovite kuglice stvorene u vrijeme stvaranja sunčeva sustava. Nekadašnji kondriti koji su izmijenjeni zbog djelovanja velikih temperatura ili udarca nazivaju se akondriti i mnogo su rjeđi od kondrita.
Kondriti je dijele na nekoliko vrsta:
- Obični kondriti
- Ugljični kondriti
- Enstatit kondriti
- Rumuruti (R) kondriti

## Obični kondriti
Ovo je najčešći tip kamenih meteorita. Dalje se klasificiraju po razini željeza na L, LL i H, te po petrološkom stupnju brojevima 3 do 7. Petrološki stupanj nam govori koliko su kondrule izmijenjene zbog izloženosti visokim temperaturama.
H (eng. high = visoko) kondriti imaju najviši maseni udio željeza (oko 27%). Još se nazivaju olivin-hipersten kondriti.
L (eng. low = nisko) kondriti imaju oko 20% masenog udjela željeza i još se nazivaju amfoteriti.

## Ugljični kondriti
Ovo su jedni od najsloženijih i najkompleksnijih meteorita. Rijetki su, sadrže organske tvari te, što je još važnije, minerale koji sadrže vodu. To je dokaz da je voda bila prisutna pri stvaranju ovih meteorita. Dalje se dijele po kemijskim i mineraloškim svojstvima na pod-klase koje su dobile imena po pojedinim primjercima iz svake skupine: Ivuna (CI), Mighei (CM), Vigarano (CV), Ornans (CO), Karoonda (CK) i Renazzo (CR). Pored toga, dijele se i po petrološkom stupnju. Ovo je jedina klasa koja ima primjerke s petrološkim stupnjavima 1 i 2, što označava meteorite izmijenjene djelovanjem vode.
Dva svjetski poznata meteorita su iz ove skupine, oba pala 1969. godine: Allende (CV3) i Murchison (CM2). Allende (Meksiko 1969) predstavlja jednu od najstarijih poznatih tvari. Njegova je starost procijenjena na 4.56 milijardi godina, a sadrži međuzvjezdana zrnca koja su ostaci zvijezde koja je eksplodirala prije nastanka sunčeva sustava, a vjerojatno i pokrenula njegov nastanak. Murchison (Australija 1969) je meteorit za kojeg se, zbog visokog postotka vode od 12%, vjeruje da je kometskog porijekla. Do sada je u njemu pronađeno čak 92 različite aminokiseline od kojih samo 19 postoji na Zemlji.

## Enstatit kondriti
Enstatit (E) kondriti su rijetki i neobični meteoriti. Od preko 2000 poznatih kamenih meteorita, samo 24 su Enstatiti. Neobični su po visokom udjelu minerala enstatita, te po tome što je željezo unutar meteorita uglavnom vezano u sulfide ili samostalno, a ne u silikatima ili oksidima. To nam kazuje da su nastali u područjima siromašnim kisikom, vjerojatno unutar Merkurove orbite.
Kao i obični kondriti, E kondriti se dijele po postotku željeza i petrološkom stupnju. EH kondriti sadrže oko 30% željeza, a EL oko 25%.

## Poveznice
- Meteoriti
- Kameni meteoriti
- Akondriti